# Parnassius stenosemus
Parnassius stenosemus là một loài bướm ngày sinh sống ở vùng núi cao được tìm thấy ở Ấn Độ. Ban đầu Parnassius stenosemus được mô tả là phân loài của P. delphius và được cho là cùng loài với P. stoliczkanus.